# Rasa Drazdauskaitė
Rasa Drazdauskaitė (Šiauliai, 20 maart 1981) is een Litouwse langeafstandsloper. Ze vertegenwoordigde haar land op de Olympische Spelen van 2008 in Beijing en eindigde 37e in de marathon. Ze vertegenwoordigde Litouwen opnieuw op Londen 2012 en eindigde toen op de 27e plaats. 

## Carrière
Ze nam ook deel aan 1500 meter hardlopen op de Europese kampioenschappen atletiek 2002 zonder de finale te bereiken. 
Ze werd uit de competitie verbannen van augustus 2003 tot 2005 na een positieve in-competitie drugstest voor de verboden steroïde Stanozolol. 
Bij haar terugkeer won ze de Vilnius Halve Marathon van 2006 en in 2009 won ze de Halve Marathon van Tallinn in een recordtijd. 
Ze deed ook mee aan wedstrijden op de Europese indoorkampioenschappen atletiek 2007, hoewel ze niet voorbij de reeksen kwam met een tijd van 4.23,38.   
Op de Europese atletiekkampioenschappen 2010 liep ze voor Litouwen in de damesmarathon en werd ze 15e. 
Drazdauskaitė liep de Marathon van Turijn in 2011 en was de nummer twee achter Yuliya Ruban in een persoonlijke beste tijd van 2:29.47 uur. 
Ze eindigde op de 27e plaats op de Olympische Zomerspelen 2012 nadat ze een nieuw persoonlijk record had gelopen.

## Persoonlijke records
| Evenement      | Resultaat |
| -------------- | --------- |
| 800 m          | 2.02,24   |
| 1500 m         | 4.07,78   |
| 10.000 m       | 33.16,06  |
| Halve marathon | 1:12.54   |
| marathonloop   | 2:29.29   |